# Liste des albums musicaux numéro un au Billboard 200 en 2012
Cette page présente les albums musicaux numéro 1 chaque semaine en 2012 au Billboard 200, le classement officiel des ventes d'albums aux États-Unis établi par le magazine Billboard. Les cinq meilleures ventes annuelles sont également listées.

## Classement hebdomadaire
| Date          | Artiste(s)         | Titre                                                                                      | Référence |
| ------------- | ------------------ | ------------------------------------------------------------------------------------------ | --------- |
| 7 janvier     | Michael Bublé      | Christmas                                                                                  |           |
| 14 janvier    | Adele              | 21                                                                                         |           |
| 21 janvier    | Adele              | 21                                                                                         |           |
| 28 janvier    | Adele              | 21                                                                                         |           |
| 4 février     | Adele              | 21                                                                                         |           |
| 11 février    | Adele              | 21                                                                                         |           |
| 18 février    | Adele              | 21                                                                                         |           |
| 25 février    | Adele              | 21                                                                                         |           |
| 3 mars        | Adele              | 21                                                                                         |           |
| 10 mars       | Adele              | 21                                                                                         |           |
| 17 mars       | Adele              | 21                                                                                         |           |
| 24 mars       | Bruce Springsteen  | Wrecking Ball                                                                              |           |
| 31 mars       | One Direction      | Up All Night                                                                               |           |
| 7 avril       | Divers artistes    | The Hunger Games: Songs from District 12 and Beyond (Bande originale du film Hunger Games) |           |
| 14 avril      | Madonna            | MDNA                                                                                       |           |
| 21 avril      | Nicki Minaj        | Pink Friday: Roman Reloaded                                                                |           |
| 28 avril      | Lionel Richie      | Tuskegee                                                                                   |           |
| 5 mai         | Lionel Richie      | Tuskegee                                                                                   |           |
| 12 mai        | Jack White         | Blunderbuss                                                                                |           |
| 19 mai        | Carrie Underwood   | Blown Away                                                                                 |           |
| 26 mai        | Carrie Underwood   | Blown Away                                                                                 |           |
| 2 juin        | Adam Lambert       | Trespassing                                                                                |           |
| 9 juin        | John Mayer         | Born and Raised                                                                            |           |
| 16 juin       | John Mayer         | Born and Raised                                                                            |           |
| 23 juin       | Adele              | 21                                                                                         |           |
| 30 juin       | Usher              | Looking 4 Myself                                                                           |           |
| 7 juillet     | Justin Bieber      | Believe                                                                                    |           |
| 14 juillet    | Linkin Park        | Living Things                                                                              |           |
| 21 juillet    | Chris Brown        | Fortune                                                                                    |           |
| 28 juillet    | Zac Brown Band     | Uncaged                                                                                    |           |
| 4 août        | Nas                | Life Is Good                                                                               |           |
| 11 août       | Zac Brown Band     | Uncaged                                                                                    |           |
| 18 août       | Rick Ross          | God Forgives, I Don't                                                                      |           |
| 25 août       | Divers artistes    | Now That's What I Call Music! 43 (Compilation)                                             |           |
| 1er septembre | 2 Chainz           | Based on a T.R.U. Story                                                                    |           |
| 8 septembre   | Trey Songz         | Chapter V                                                                                  |           |
| 15 septembre  | TobyMac            | Eye on It                                                                                  |           |
| 22 septembre  | Matchbox Twenty    | North                                                                                      |           |
| 29 septembre  | Dave Matthews Band | Away from the World                                                                        |           |
| 6 octobre     | Pink               | The Truth About Love                                                                       |           |
| 13 octobre    | Mumford and Sons   | Babel                                                                                      |           |
| 20 octobre    | Mumford and Sons   | Babel                                                                                      |           |
| 27 octobre    | Mumford and Sons   | Babel                                                                                      |           |
| 3 novembre    | Jason Aldean       | Night Train                                                                                |           |
| 10 novembre   | Taylor Swift       | Red                                                                                        |           |
| 17 novembre   | Taylor Swift       | Red                                                                                        |           |
| 24 novembre   | Taylor Swift       | Red                                                                                        |           |
| 1er décembre  | One Direction      | Take Me Home                                                                               |           |
| 8 décembre    | Rihanna            | Unapologetic                                                                               |           |
| 15 décembre   | Alicia Keys        | Girl on Fire                                                                               |           |
| 22 décembre   | Taylor Swift       | Red                                                                                        |           |
| 29 décembre   | Taylor Swift       | Red                                                                                        |           |

## Classement annuel
Les 5 meilleures ventes d'albums de l'année aux États-Unis selon Billboard :
1. Adele - 21
2. Michael Bublé - Christmas
3. Drake - Take Care
4. Taylor Swift - Red
5. One Direction - Up All Night